# Murksi
Murksi est un village de la commune de Kuusalu du comté de Harju en Estonie.
Au 31 décembre 2011, il compte 6 habitants.